# ルワンダ

ルワンダ共和国
Republika y'u Rwanda（ルワンダ語）
République du Rwanda（フランス語）
Republic of Rwanda（英語）
Jamhuri ya Rwanda（スワヒリ語）

国の標語：Unity, Work, Patriotism
（日本語: 統一、労働、愛国心）
国歌：Rwanda Nziza（ルワンダ語）
美しきルワンダ

ルワンダ共和国（ルワンダきょうわこく）、通称ルワンダは、東アフリカにある共和制国家。内陸国であり、西はコンゴ民主共和国、北はウガンダ、東はタンザニア、南はブルンジと国境を接する。首都はキガリ。イギリス連邦、東アフリカ共同体、アフリカ連合などの加盟国である。
アフリカで最も人口密度が高い国である。

## 概要
当時の国民の1割以上が犠牲になったルワンダ虐殺（1994年）を経て、ルワンダ虐殺当時の反政府軍であるルワンダ愛国戦線司令官ポール・カガメが大統領を連続当選し続けている。2000年の大統領職への初就任以降に欧米の支援の下でルワンダへ奇跡的な復興と発展させたことが評価される一方で、開発独裁であるものの反体制派への弾圧や任期延長など独裁政治体制が批判されている。2020年代において、アフリカ諸国のなかでも治安は比較的良好な国とされる。2022年の民主主義指数は、126位で独裁政治体制へ区分されている。

## 国名
正式名称はルワンダ語でRepublika y'u Rwanda [u.ɾɡwanda] ( 音声ファイル)、英語でRepublic of Rwanda [ɹuːˈɑːndə, ɹuːˈændə] 、フランス語でRépublique du Rwanda、スワヒリ語でJamhuri ya Rwanda。

## 歴史
欧米人の到着以前、この地域には牧畜民系のツチの王が農耕民系のフツを支配するルワンダ王国が、15世紀ごろに建国された。

### ドイツ植民地時代
欧州列強によるアフリカ分割が進み、ルワンダも19世紀末（1889年または1890年）、ドイツ帝国の保護領「ドイツ領東アフリカ」の一部とされた。植民地政府は、既存の統治機構を利用する間接統治方式を用いた。
1914年に始まった第一次世界大戦で、ルワンダ周辺を領有していた他の欧州諸国はドイツ帝国と戦う連合国であり、ルワンダも戦場となった。1916年にベルギー領コンゴから来襲したベルギー軍により占領され、フランス語が公用語となった。

### ベルギー植民地時代
第一次世界大戦で敗れたドイツはルワンダを含む全ての植民地を失った。1922年以後はルアンダ＝ウルンディの一部として、国際連盟からベルギーへの委任統治下に置かれ、少数派のツチが中間支配層に据えられた。ルワンダ虐殺に至る民族対立は古来のものではなく、こうした植民地政策に起因する。第二次世界大戦後の1946年には国際連合からベルギーへの信託統治に移行した。
1959年、ルワンダ王国のムワミ（国王）であるムタラ・ルダヒグワ（ムタラ3世）の死を契機にツチとベルギー当局の関係が悪化し、万聖節の騒乱を経て多数派のフツの抵抗も激しさを増した。1961年、ベルギー当局はクーデターで軍政を敷き、王政に関する国民投票を実施。キゲリ5世を廃して共和制樹立を承認した。ルアンダ＝ウルンディ初代大統領にフツのドミニク・ムボニュムトゥワが就任する。

### 独立後
1962年に独立し、ルアンダ＝ウルンディの第2代大統領であったフツのグレゴワール・カイバンダがそのまま共和国の初代大統領に就任した。独立直後のルワンダは最貧国の一つであり、財政は大幅赤字状態で、1963年には亡命したツチ系武装勢力が一時、首都のキガリから14キロメートルまで迫るなど深刻な状態にあった。しかし、1966年から開始された経済再建計画の成果もあり、以後ルワンダ紛争勃発までの約20年にわたり、ルワンダはアフリカの模範生としてほぼ一貫して発展を続けることになる。カイバンダ政権にはツチの閣僚も存在したものの、政治的にはツチを排除する政策がとられた。
1973年にルワンダ・クーデターが起こり、フツのジュベナール・ハビャリマナが第2代大統領に就任する。ハビャリマナは開発独裁を行う一方、ツチに対しては和解政策を進め、政治分野以外での抑圧は減少した。
1980年代末の時点でルワンダは大きな発展を遂げていたものの、一方で都市化の進展や環境破壊、さらに1987年に主要産品の一つであるコーヒー価格が暴落したこともあり、貧富の差が拡大。経済格差を示すジニ係数が1982年の0.357から、1992年には社会騒乱の危険ラインを超える0.583に悪化するなど、のちの紛争の芽が育まれつつあった。

### ルワンダ紛争
1987年、隣国のウガンダに逃れていたツチ系の難民が主体となり、ルワンダ愛国戦線（RPF）が結成された。1990年以降、ルワンダ帰還を目指したRPFとルワンダ政府の間で内戦に陥った（ルワンダ紛争）。タンザニアやザイールはRPFの攻撃をウガンダによる武力侵攻であるとして、派兵を行っている。経済低迷や政治的混乱のなか、さらにRPFの侵攻に晒されたハビャリマナは、これまでの和解政策を改め、反ツチのイデオロギーを掲げるようになる。
1993年8月4日、戦況の膠着からルワンダ政府とRPFの間でアルーシャ協定が調印された。同協定に基づく停戦を監視するため国際連合ルワンダ支援団（UNAMIR）が展開した。

### ルワンダ虐殺

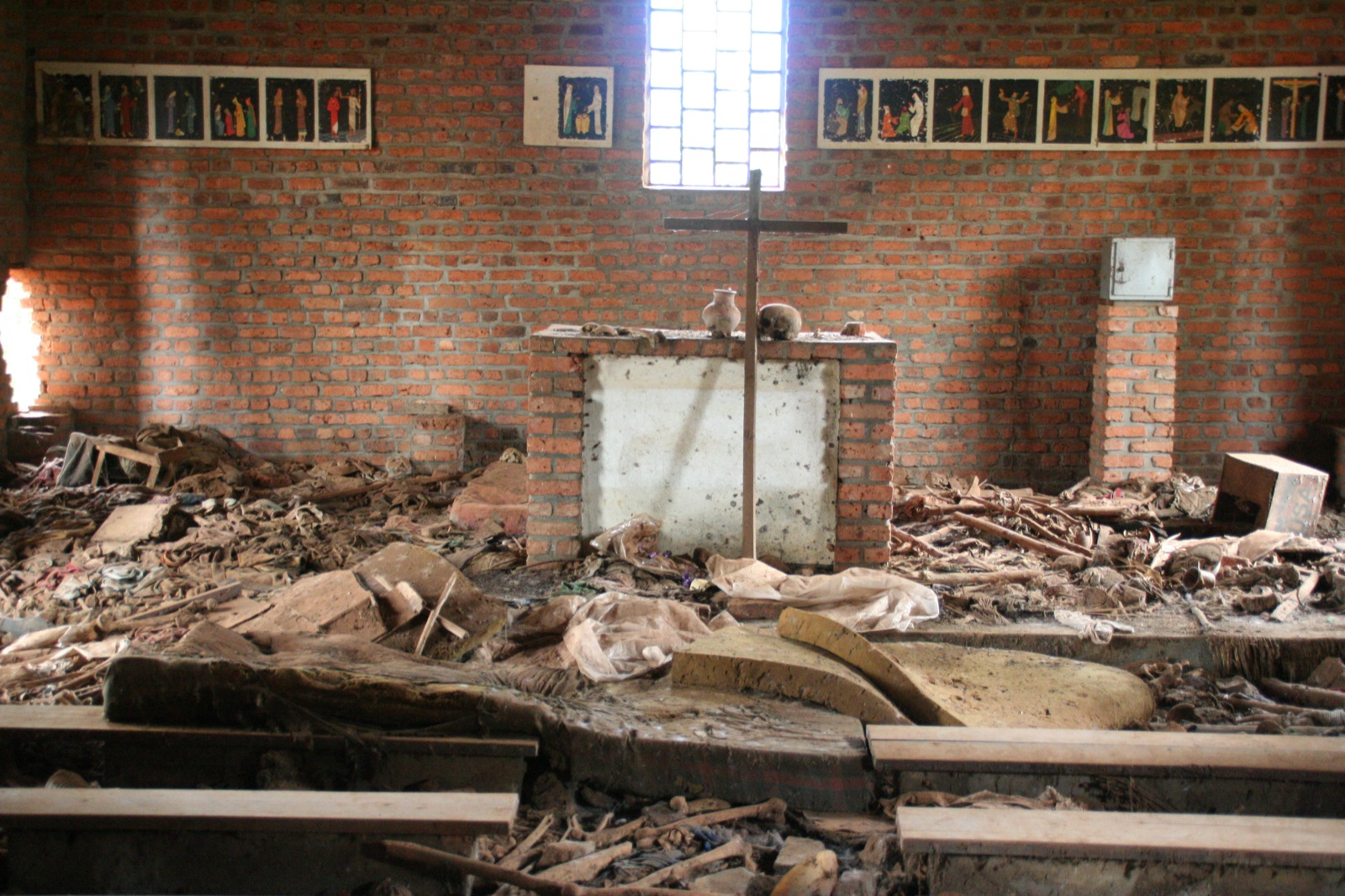
多数の避難民が殺害されたントラマ教会

急進的なフツ至上主義の台頭による政情悪化が収まらず、1994年4月にジュベナール・ハビャリマナが搭乗機の撃墜により暗殺された事件（ハビャリマナとンタリャミラ両大統領暗殺事件）を発端に、政府と暴徒化したフツによる、ツチと穏健派フツに対するジェノサイドが勃発した（ルワンダ虐殺）。この結果、約100日間のうちに当時のルワンダの総人口約730万人中、およそ80万人から100万人が殺害されたと見られている。虐殺は、その勃発を受けて侵攻を再開したRPFがルワンダ全土を掌握したことで終息し、フツのパストゥール・ビジムングを大統領、RPFのポール・カガメを副大統領とする新政権が同年7月に樹立された。同時に、新政権は身分証明書への出身部族記載をやめるなど国家・社会再建に動き出した。

#### 大湖地域の難民危機
ルワンダ虐殺により、約210万人ともいわれる大量の難民が周辺国に流出した。ジャーナリストのフィリップ・ゴーレイヴィッチによれば、難民の中身はRPFによる報復を恐れたフツの一般人と、旧フツ政権指導層および軍や民兵の組織的な大量疎開であったように描写している。このうちの後者について、ジェラール・プルニエなどは「難民キャンプをルワンダ奪還に向けた軍事拠点にしようとする旧フツ政権指導部による計画的な疎開であり、その意味では戦争の継続だった」としている。以後、ルワンダ情勢は安定に向かったが、難民の本国帰還は進まず、むしろ周辺諸国の政治・軍事情勢を不安定化させて国際問題となり、大湖地域の難民危機と呼ばれた（ルワンダ周辺は、キブ湖やビクトリア湖など大きな湖が点在することから「大湖地域」と称される）。
ツチ主導のルワンダ新政府の要請を受けて、1994年に国連安全保障理事会は、ルワンダ領域内および隣接諸国においてジェノサイドや非人道行為を行った者を訴追・処罰するためのルワンダ国際戦犯法廷を設置。

### コンゴ戦争
大湖地域の難民危機は、特に隣国ザイール（現・コンゴ民主共和国）でモブツ政権の崩壊へと波及した第一次コンゴ戦争（1996年 - 1997年）のほか、周辺8か国が介入する事態となった第二次コンゴ戦争（1998年 - 2003年）の遠因となった。

### カガメ政権

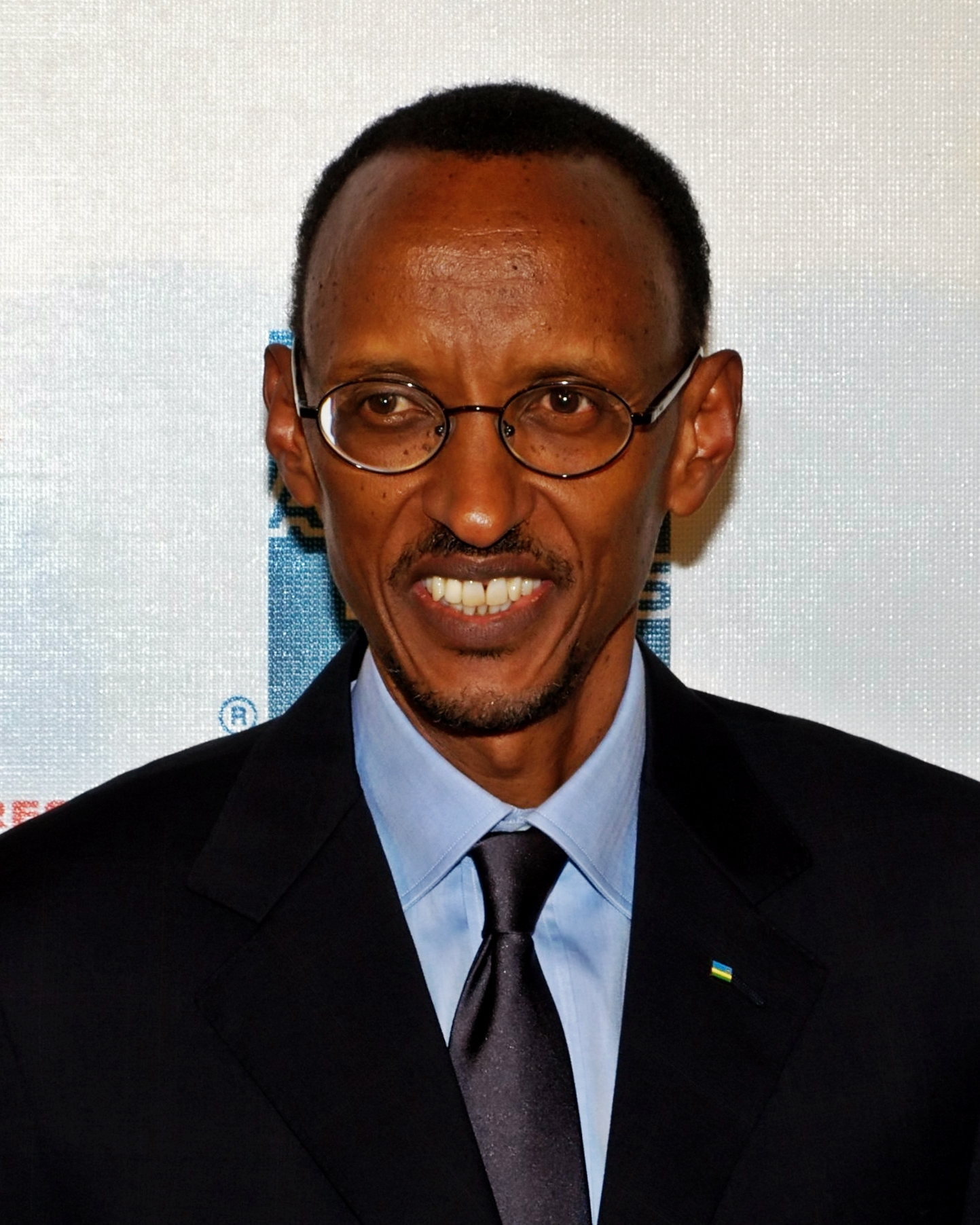
第5代大統領ポール・カガメ

2000年、ビジムング大統領の辞任に伴いツチのポール・カガメが第5代大統領に就任した。
カガメは大統領に就任した2000年に発表した国家開発計画『VISION2020』で、情報通信技術（ICT）立国を掲げた。内戦によりルワンダの産業・経済は深刻な打撃を受けたが、1999年には内戦前の水準へと回復を果たしていた。内戦時代に海外へ脱出（ディアスポラ）したツチのうちの200万人近くが戦後帰国し、海外で習得した様々なスキルで国の復興に尽力している。21世紀に入り顕著に近代化が進み、「アフリカのシンガポール」「アフリカの奇跡」と呼ばれている。毎年の経済成長率が7％前後と急成長を遂げ、首都のキガリは中国企業などによって、ルワンダで最も高いランドマークのキガリ・シティ・タワーをはじめとする近代的な建物や道路が建設され、市内の街並みは新しくなった。また、2008年からレジ袋の製造・輸入・販売を厳しく取り締まり、違反者には薬物使用と同程度の罰が課せられるようになった。
カガメは2018年度のアフリカ連合議長を務めてアフリカ大陸自由貿易協定の設立に主導的な役割を果たした。一方で、激しい反体制派への弾圧などで自らの権力基盤を強化するその手法は独裁的であるとの批判もある。実際に、2015年には憲法第172条が改正され、2034年まで大統領職に留まることが可能となった。カガメ大統領は『日本経済新聞』記者による取材に対して「完璧な指導者などいない」「ルワンダにふさわしい統治をしている」と語り、強権的との批判は「気にしない」と述べている。

### 女性の地位向上
伝統的には家父長制社会であったが、大虐殺後の国家再建の過程でジェンダー平等と、農業や家事以外の仕事での女性活躍が進んだ。2008年にはルワンダ議会は、世界各国の議会で初めて女性議員が過半数となった（後述）。2003年制定の新憲法が2015年に改正され、あらゆる意思決定組織で女性の比率を30％以上にすることを定めた（クオータ制）。アーネスト・ルワムキョ駐日ルワンダ大使によると、女性は重要な役職に就いても不正や汚職に手を出さず、女性も出世できると認識されたことで娘に教育を受けさせる家庭が増えていると語っている。

### 3月23日運動の反乱
2012年11月20日、ウガンダとともにツチ系武装組織3月23日運動（M23）を支援し、コンゴ民主共和国で紛争（3月23日運動の反乱）が勃発した。
2025年6月27日、ルワンダはアメリカ合衆国との仲介で、コンゴ民主共和国との間で和平協定を締結した。

## 政治

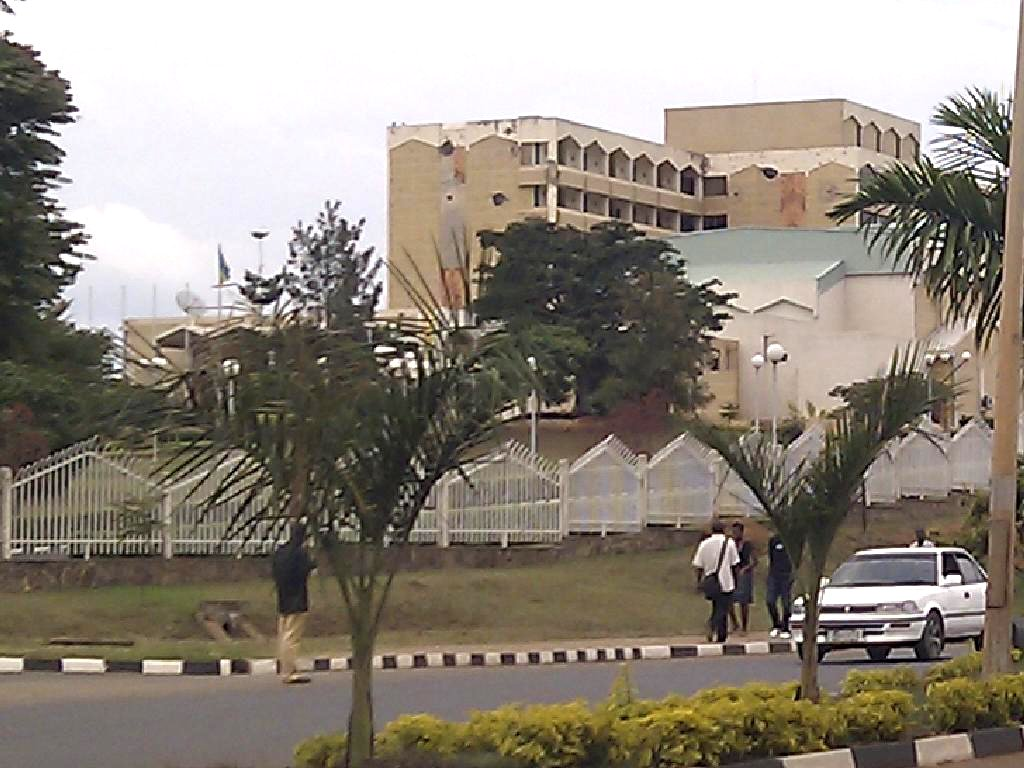
議事堂

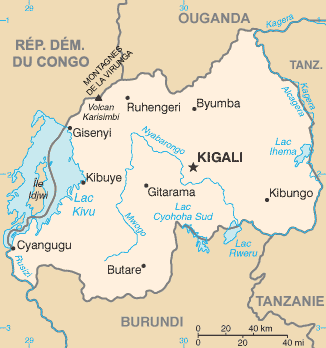
地図

ルワンダは共和制をとる立憲国家であり、現行憲法は2003年5月26日に承認され、同年6月4日に施行された。
国家元首である大統領は国民の直接選挙により選出され、任期は7年。3選禁止となっている。首相は大統領により任命され、内閣に相当する閣僚評議会のメンバーは大統領が任命する。
現行憲法下のルワンダ議会は、二院制で上院と下院で構成されている。上院は定数26議席で、うち12議席は地方議会が選出、8議席は大統領が任命、4議席は政府の諮問機関である政治組織フォーラムが選出、2議席は高等教育機関の代表で構成される。下院は定数80議席で、53議席は国民の直接選挙で選出され、24議席は地方が選任する女性議員枠、3議席は青年組織や障害者組織が選出する。議員の任期は上院が8年、下院が5年となっている。ルワンダ虐殺で男性の数が減り、さらに憲法で女性議員数が全体の30%を超えるように決められているため、女性議員が世界で最も多い。2008年には女性議員が世界で初めて全体の過半数を占めた。
最大政党は現大統領のポール・カガメが率いるルワンダ愛国戦線（RPF）である。同党は、キリスト教民主党（PDC）、理想民主党（PDI、旧イスラム民主党）、ルワンダ社会党、進歩調和党、ルワンダ人民民主連合とともに与党連合を組んで政権を握っている。RPFは1994年のルワンダ虐殺時に北部より侵攻して政権を握って以降、民政移管後も一貫して政権を維持しているが、議会選・大統領選ともに有力候補の排除や有力野党の登録禁止、偏向報道などにより圧倒的に与党有利の状況を作り上げて勝利してきており、強い独裁傾向を示している。一方で、その開発独裁によって良好な治安と高い経済成長を実現させてもいる。野党勢力は脆弱だが、比較的有力なものに社会民主党、自由党などが存在する。
最高司法機関は最高裁判所（Cour suprême）である。
内戦後のルワンダ政府における著しい特色として、ガバナンス（統治能力）の向上が挙げられる。一例として、内戦後のルワンダでは汚職の減少が急速に進み、2016年には政府のクリーンさにおいて世界50位、アフリカで3位にまでつけるようになった。また、強化された中央政府の権力によって開発がスムーズに進むようになり、これはルワンダの経済成長の要因の一つともなっている。一方で、政府の指導が市民生活の隅々にまで入り込み、各地の行政官は上部組織に対しイミヒゴと呼ばれるノルマを設定して開発計画を進めていくなど、強権的な開発独裁体制が確立している。

## 国際関係
フランス政府はハビャリマナ暗殺に関わったとしてカガメ政権関係者を訴追し、カガメ側もフランスが虐殺を支援したと非難して国交を断絶していたが、2009年11月29日に3年ぶりに国交回復した。
ルワンダ政府は英語圏への接触を図り、2009年11月29日に英連邦への加盟が認められ、54番目の加盟国となった。旧イギリス植民地以外で加盟が認められたのは1995年のモザンビーク以来のことである。
カガメ政権誕生後はイスラエルとの関係も良好な数少ないアフリカの国でありイスラエルのネタニヤフ政権は2019年にルワンダにイスラエル大使館を創設した。また、情報産業、サイバーセキュリティー関連等でのイスラエル企業との協力も行われている。
中華人民共和国とインドはICTインフラストラクチャー整備や企業進出で関与を強めている。特に中国とは武器の供給など軍事的な関係もあり、2019年7月のルワンダ大虐殺解放25周年記念の軍事パレードでルワンダ軍は中国人民解放軍による訓練で従来のイギリス式から中国式のガチョウ足行進に改めた。
隣国ブルンジとは言語・社会構造・民族構成・地形などがほぼ共通しており、兄弟国と言っていいが、両国間の関係は独立以降1980年代末までは非常に険悪だった。これは、独立直前の革命によってルワンダがツチの国王や社会上層を排除してフツ中心の社会を作り上げたのに対し、ブルンジは王政が崩壊したあともツチが社会の中心となっていたためである。
隣国コンゴ民主共和国東部で政府軍と衝突する反政府勢力「3月23日運動」（M23）を支援してるとされ、欧米からの非難を受けている。2025年初頭には国境の街ゴマへ進軍しM23を支援した。

## 軍事
軍事力
- 予算 1億210万ドル（2020年 ミリタリーバランス2021）
- 兵役 志願制
- 兵力 3万3,000人（陸軍32,000人、空軍1,000人、予備役2,000人）（2020年 ミリタリーバランス2021）[33]

## 地理

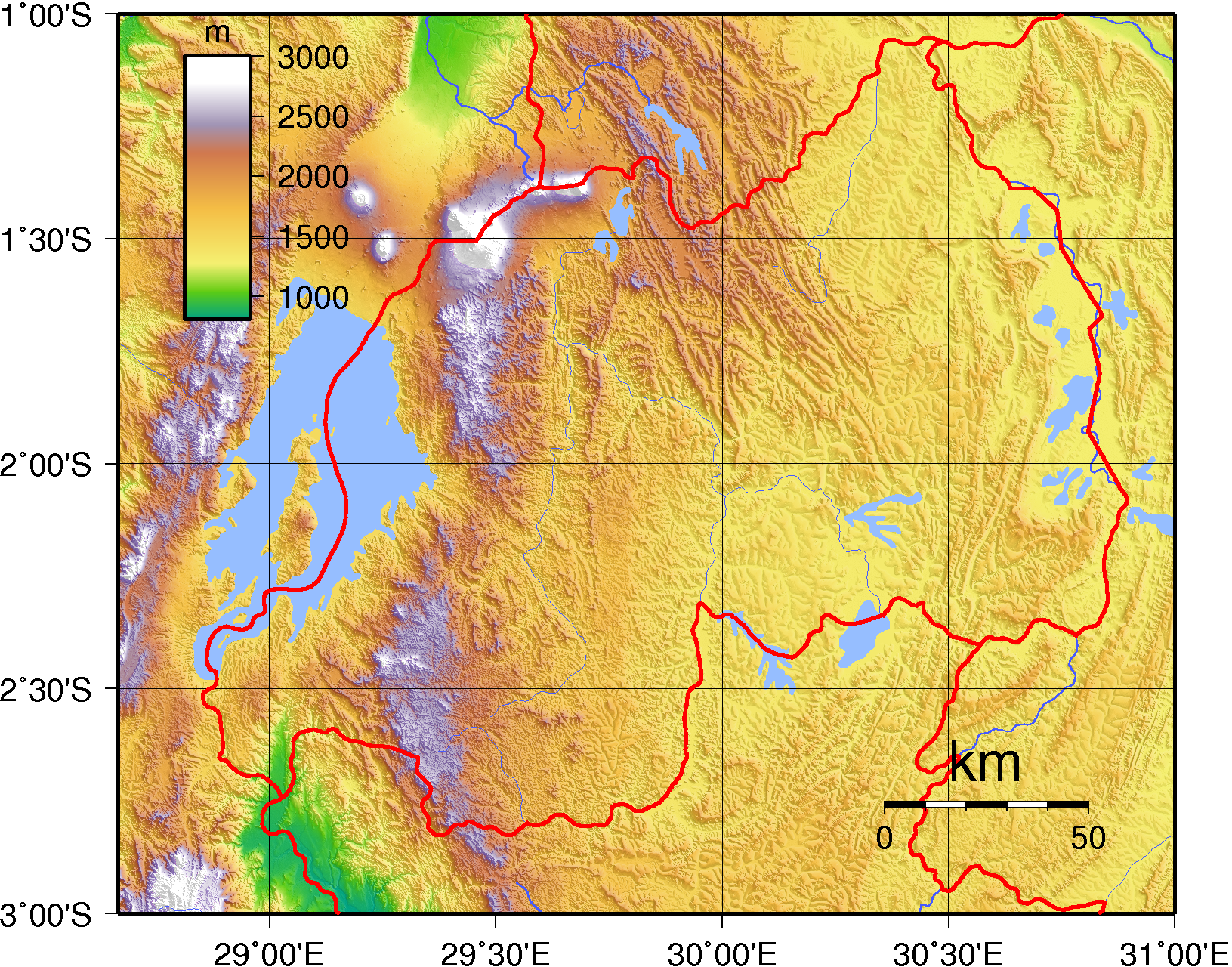
地形図

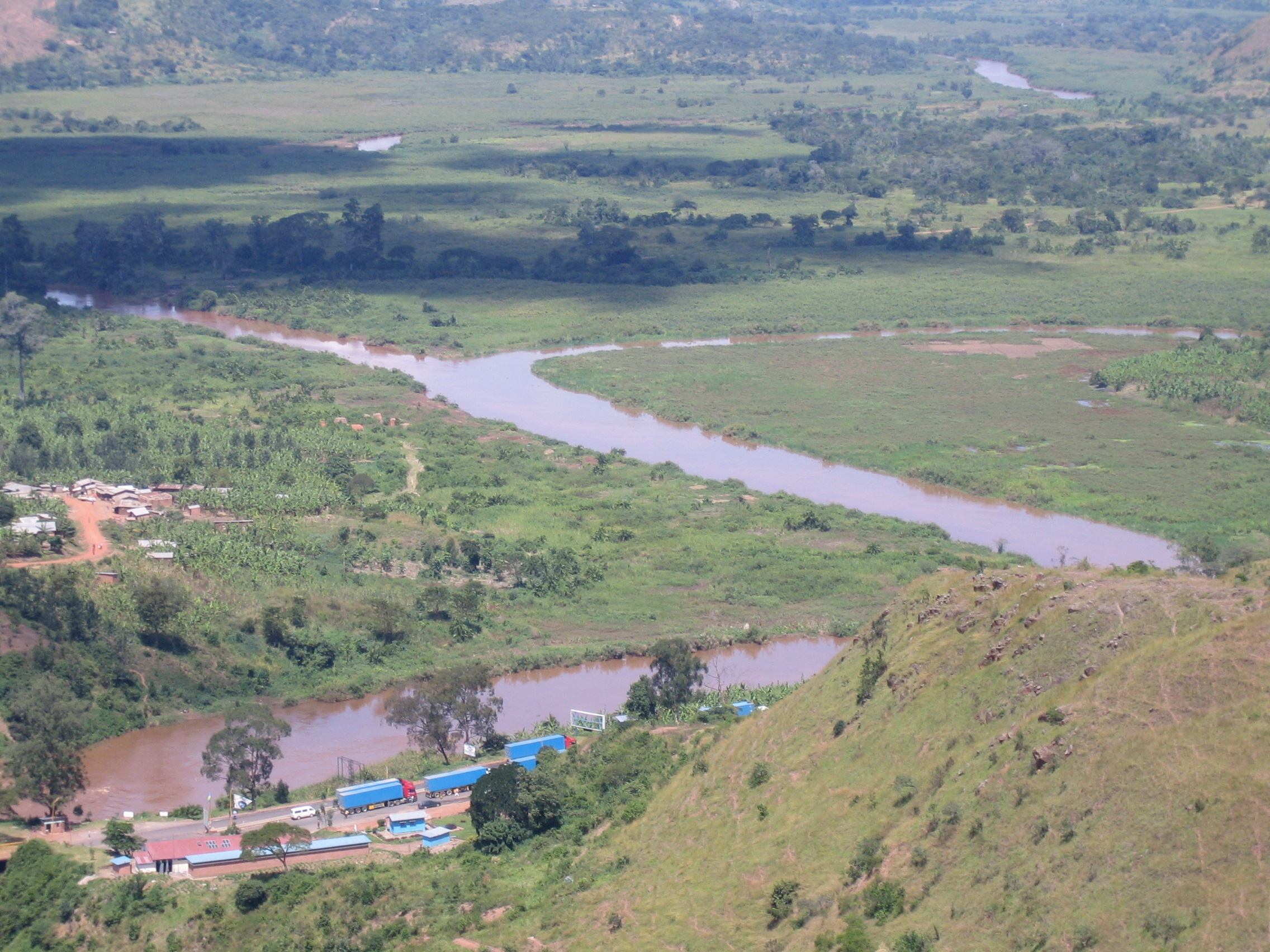
ナイル川源流の一つであるカゲラ川

ルワンダの面積は2万6000km2で、アフリカ大陸の中央にあり赤道から緯度で数度だけ南に位置する。西にコンゴ民主共和国、北にウガンダ、東にタンザニア、南にブルンジと接している。国土の中央に位置する首都のキガリ以外は基本的に丘陵地で、それぞれに小農場が分布する。北西の火山群から南東へごつごつした山地が連なり、西部にコンゴ川とナイル川の流域を分ける平均海抜2,740メートルの分水嶺が南北に走っている。その西斜面をキブ湖とルジジ川渓谷に下るとアフリカ大地溝帯の一部となる。キブ湖とルジジ川は、コンゴ民主共和国との国境ともなっている。東斜面はなだらかに中央高地から平原、沼沢地、湖へと標高が低下し、東端を南北に流れるカゲラ川がタンザニアとの国境となっている。
一部の山岳地帯を除き国土のほぼ全域がなだらかな丘陵によって覆われているため、ルワンダは「千の丘の国」と呼ばれる。この丘陵は全て頂上まで耕されており、ルワンダの稠密な人口を支えている。居住形態は散村が一般的だったが、ルワンダ内戦後に政府の強力な主導の下で集住化政策が実施されて集村が誕生し、一部では農村形態が大きく変動した。森林は、開発の制限されている3つの国立公園（東部のアカゲラ国立公園、北西部の火山国立公園、南西部のニュングェ国立公園）を除きほぼ存在しない。ニュングウェ森林では、2006年にイギリスの探検隊がナイル川の源流を発見したと発表した。
国内の平均標高が1,600メートルと高地にあるため、月の平均気温は年間を通して20度台前半でアフリカ大陸では涼しく、雨季が2回ある。

## 地方行政区分

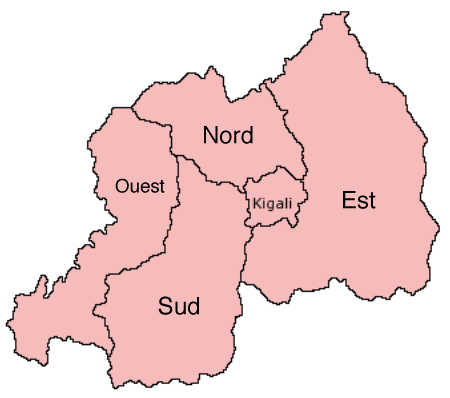
現在の行政区分

### 現在の地方行政区画
2006年1月1日からルワンダの地方行政区分は新しいものになり、5つの州に再編した。
1. 北部州（Province du Nord）
2. 南部州（Province du Sud）
3. 東部州（Province de l'Est）
4. 西部州（Province de l'Ouest）
5. キガリ州（Kigali）

### 2005年以前の地方行政区分

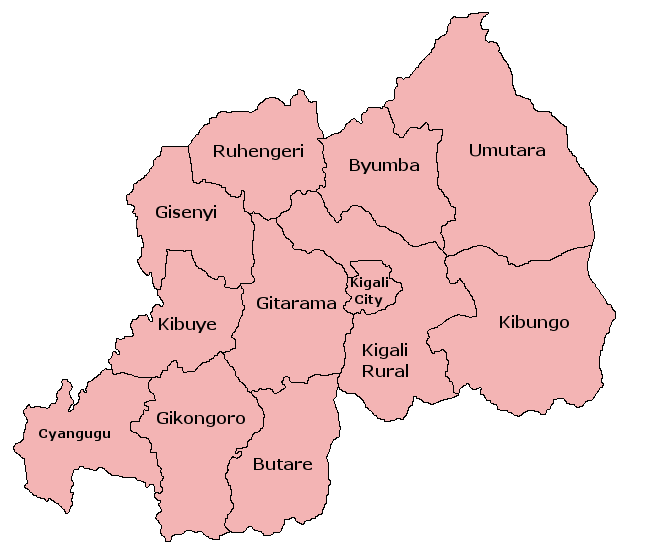
2005年以前の行政区分

2005年以前は11の県と、首都のキガリで構成されていた。
1. ブタレ県（Butare）
2. ビュンバ県（Byumba）
3. チャンググ県（Cyangugu）
4. ギコンゴロ県（Gikongoro）
5. ギセニ県（Gisenyi）
6. ギタラマ県（Gitarama）
7. キブンゴ県（Kibungo）
8. キブエ県（Kibuye）
9. キガリ郊外県（Kigali Rural）
10. キガリ（Kigali Ville）
11. ルヘンゲリ県（Ruhengeri）
12. ウムタラ県（Umutara）

### 主要都市
主要な都市はキガリ（首都）、ギタラマがある。

## 経済

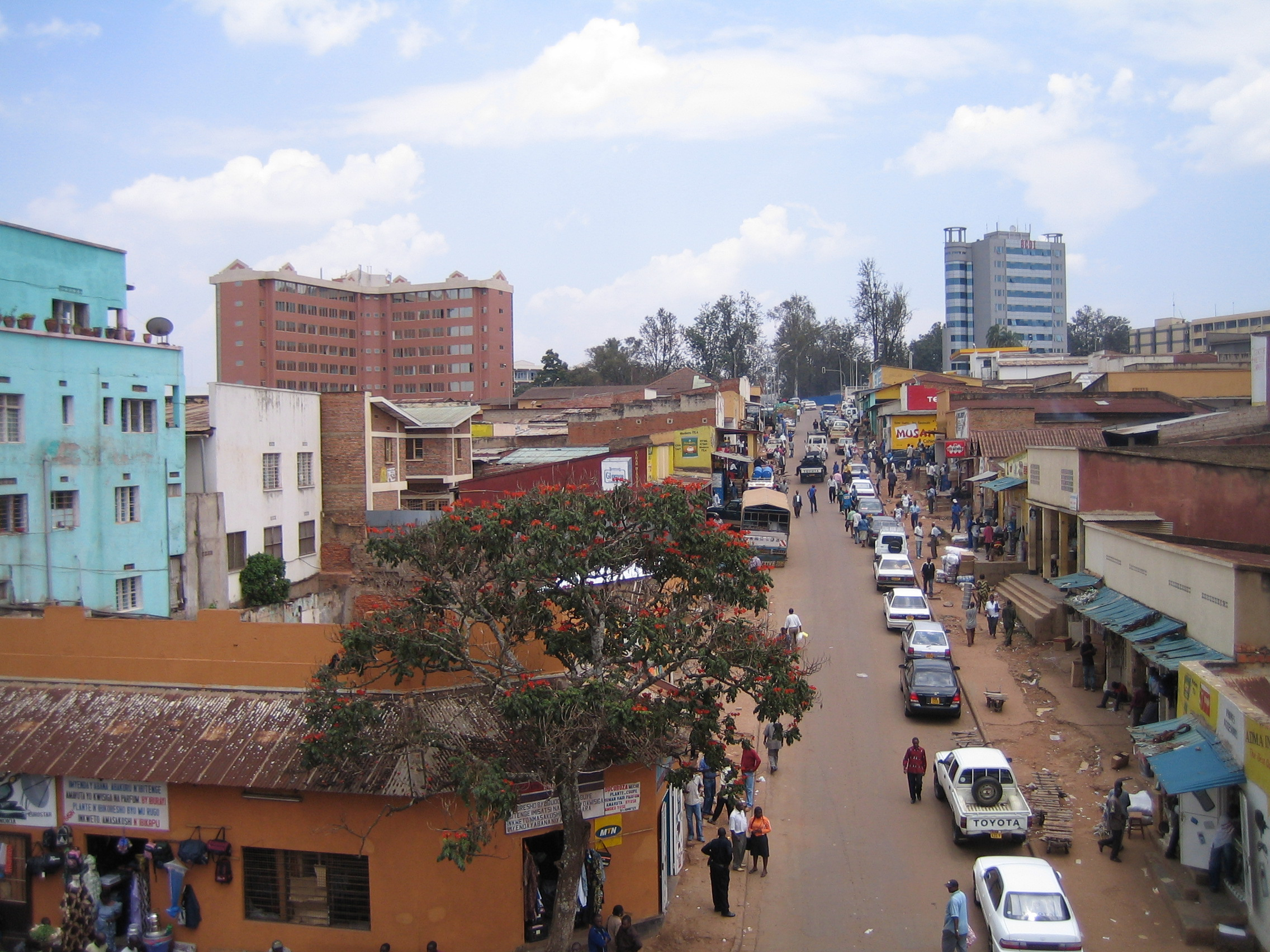
首都キガリの中心街

通貨はルワンダ・フランで、IMFの統計によると2013年のルワンダの国内総生産（GDP）は76億ドルである。1人あたりのGDPは704ドルと世界平均の10%を下回るが、タンザニアやウガンダなど周辺国とはほぼ同じ水準にある。国土および可耕地に対して人口が極めて多く、人口過剰が問題となっている。

### 農業
中心的産業は農業であり、2012年には労働人口の75.3％が第一次産業に従事していた。国土全域に緩やかに広がる丘陵は頂上までよく耕され、肥沃である。こうした農地では集約農業が営まれ、ルワンダの過剰な人口をともかくも支えられるだけの収穫をあげてきていた。農地は細分化されており、人口増加によって細分化はさらに加速しているが、人口の多くは農村にとどまる傾向があり、狭小ながらも農民の多くは土地の一片は所有していることが多い。ルワンダ内戦後にツチの難民が帰還してきたときに、内戦によって難民化したフツの空き家や農地を接収して居住したため、1996年にフツ難民が帰還してくると各所で紛争が起こった。これに対しルワンダ政府は家屋を旧所有者であるフツに返し、土地は両者で折半させる、いわゆるランド・シェアリング政策を実施し、また女子の土地相続権の確立も行われ、土地所有に大きな変動が起きた。農産品ではマラバ・コーヒーなどのコーヒーが輸出品目として有名であり、2014年には総輸出の8.9％を占めた。もうひとつの輸出農産品は茶で、総輸出の8.8％を占める。また湖での漁業従事者も見られる。

### 鉱業
輸出において最も重要な資源は農産物ではなく、鉱物資源である。
アフリカ大地溝帯に位置するため、海嶺型の鉱物資源を産出する。生産量が最も多いのはスズ（1,900トン、2013年時点）である。経済的に重要なのはタングステン（730トン）で、世界第8位の産出国である。レアメタルも重要で、タンタルの産出は150トン（2012年）で世界生産の20.6％を占め世界1位となっているほか、ニオブの産出も190トン（2012年）で世界3位となっている。このほか金（3キロ）と天然ガスを採掘している。輸出品としては、2014年度ではニオブが総輸出の15.8％、スズ鉱が11.0％を占める。

### 観光
政治が安定してからは観光事業に力を入れており、リゾート開発など国内外から投資を集める。国立公園や湖沼など、大自然を活かした観光資源が欧米にも人気である。アーセナル、バイエルン・ミュンヘン、パリ・サンジェルマンなど、欧州の有名サッカークラブとも観光事業で提携しており、ユニフォームスポンサーになっている。これについて、反政府勢力を巡りルワンダと対立するコンゴ政府は、各クラブに「血まみれの提携」を終わらせるよう要求した。国際人権団体はルワンダによるスポーツイベントへの投資を「スポーツ・ウオッシング」（スポーツを利用したイメージ改善）と批判してきた。

### 「アフリカの奇跡」
内戦終結後、農業改革やインフラ整備、綱紀粛正による汚職の減少、IT産業の振興、海外からの投資の奨励などによって急速な経済成長を遂げており、この現象を指して「アフリカの奇跡」と呼ばれている。
内戦からの急速な復興を受けて、中印など外国企業の進出も盛んである（「国際関係」参照）。日本では、みずほ情報総研が日本企業の進出支援などで協力する覚書をルワンダ開発庁と結んでいる。

## 国民

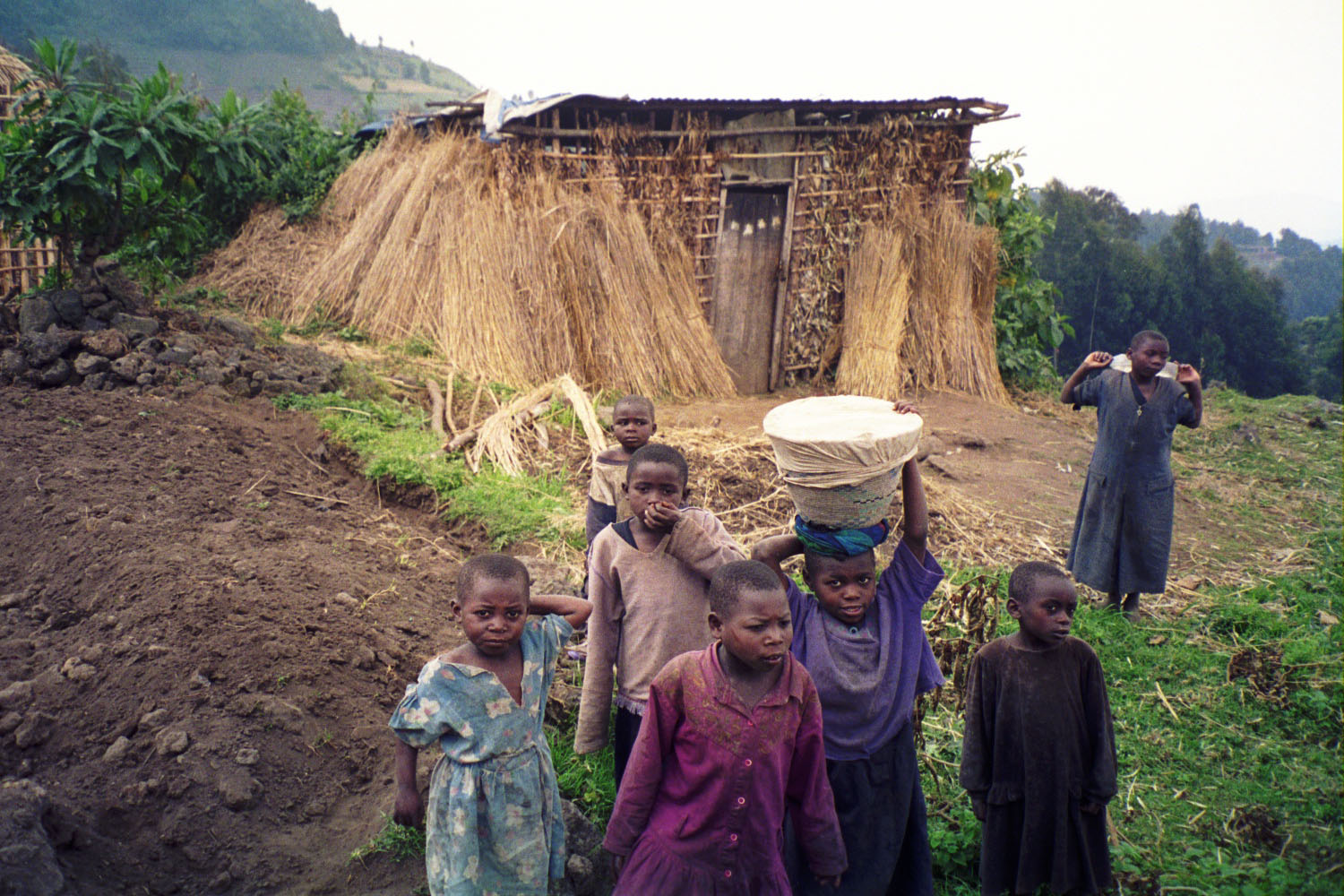
ルワンダの農村部の子どもたち

### 民族
国民の84%がフツ、15%がツチ、1%がトゥワである。

### 言語
公用語はルワンダ語（キニャルワンダ語）、フランス語、英語、スワヒリ語である。ルワンダ語がほぼ100%の国民に理解される多部族・多民族国家が主流のサブサハラアフリカでは隣国ブルンジと共に稀有な単一言語国家であるが、複雑な事情により4つの言語が公用語となっている。
ルワンダは、かつてはドイツ植民地のドイツ領東アフリカであったが、ドイツ語は普及しなかった。さらに1916年のベルギーの入植以降はフランス語圏となった。しかし長年の間、難民として英語圏であるウガンダに逃れていたカガメ大統領をはじめとするツチ族の現政権のルワンダ愛国戦線メンバーがルワンダ虐殺以降制圧してルワンダを統治するにあたり、主に英語話者であり、多くはフランス語が話せなかったことと、親フランス的であった旧政権に対して現政権と関係の深いアメリカ合衆国とイギリスの後押しもあり、2008年に公用語にそれまではルワンダと関係が乏しかった英語が追加された。その翌年の2009年にはイギリス連邦に加盟し、英語圏諸国との関係強化を図った。同年、ベルギーによる植民地支配以来続いていたフランス語から教授言語も英語へと変更され、政府要人にも英語を学ぶように要求しているなど、実質的にフランス語圏から英語圏への転換を図っている。既に政府などの公的機関のウェブサイトも英語版のみであり、フランス語版は存在しないなどフランス語の排除が進められた。
一方で2015年からはスワヒリ語教育が必修化され、2017年には公用語に追加された。また、2016年には初等教育でのフランス語教育が再導入され、閉鎖されたフランス語学校の再開など、悪化したフランス語圏との関係の回復も進められている。実際に、フランスの支持を取りつけたことでルイーズ・マッシキワボが2018年にフランコフォニー国際機関の事務総長に選出された。
国民の大半はフランス語を話すことはできても英語をほとんど話せない状況であったのにもかかわらず、戦乱による人口の減少・流出と、英米と結んだ新政権の判断によって短期間でフランス語圏から英語圏へと変わった世界でも稀な国でもある。

### 婚姻・家族
姓が同じことは親類関係を意味せず、姓は家族間で異なるのが一般的。したがって、夫婦別姓である。慣習では、子には家族のいずれとも異なる姓をつける。家族が全て同じ姓を持つことは極めて稀である。

### 宗教

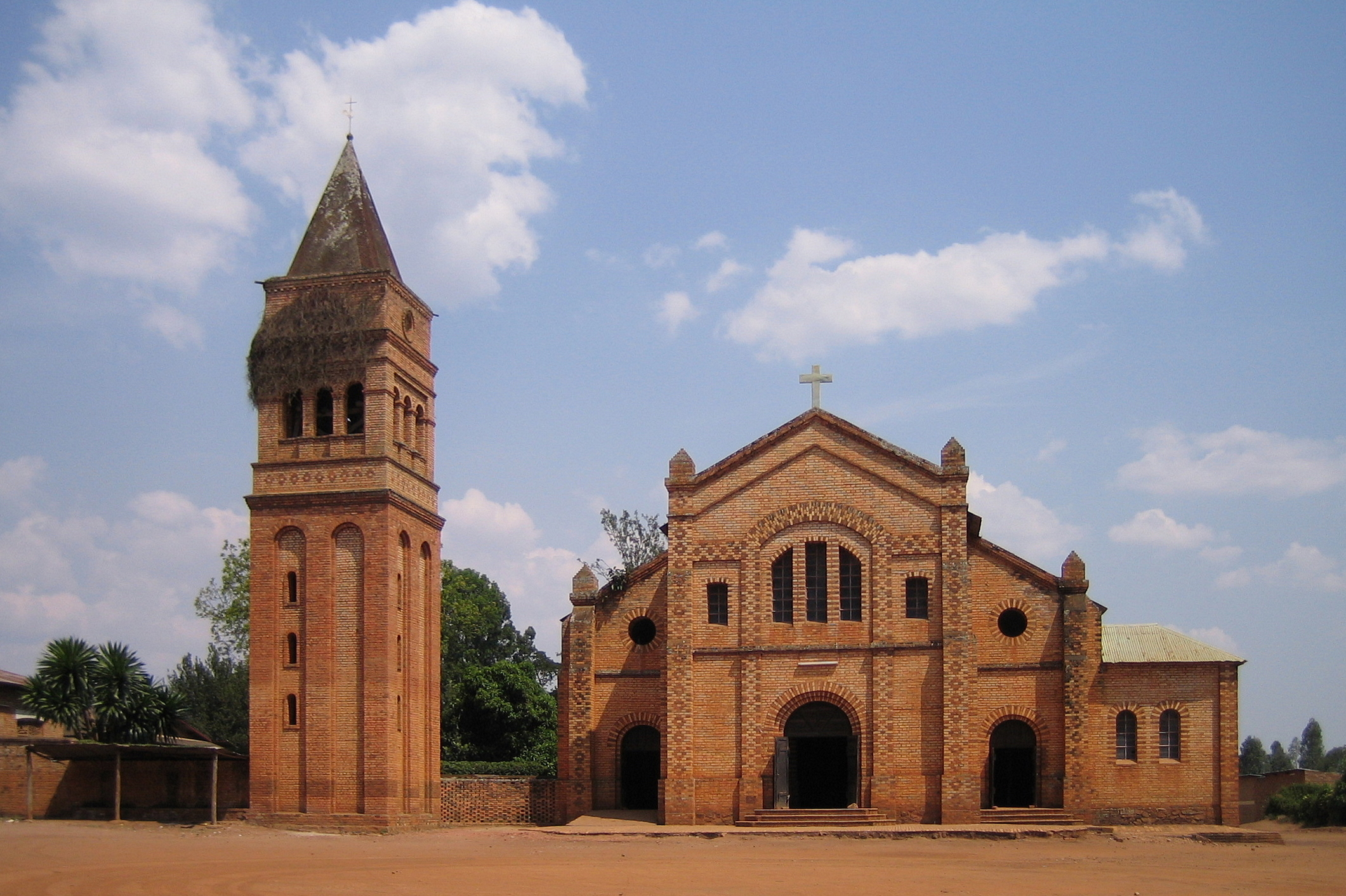
ルワマガナのカトリック教会

2001年の統計によれば、キリスト教のローマ・カトリックが56.5%、プロテスタントが26%、アドベンチスト教会が11.1%。ムスリムが4.6%、土着信仰が0.1%、無宗教が1.7%である。

### 教育
2003年の推計によれば、15歳以上の国民の識字率は70.4%（男性：76.3%、女性：64.7%）である。2005年にはGDPの3.8%が教育に支出された。
主な高等教育機関としてルワンダ国立大学の名が挙げられる。
2007年時点では国際人権A規約の「中・高等教育の無償化」の条項を留保しているのは、ルワンダとマダガスカル、日本の3か国のみであったが、2008年12月にルワンダは留保を撤回した。
初等教育3年次まではルワンダ語、その後は英語が教授言語となっている。スワヒリ語教育は必修となっている。国民の100%が理解できるルワンダ語は教育では初等教育を除くと使われていない。
IT立国を目指す政策により、電気のない地域にもインターネットなどができるバスを導入したり、簡易パソコンを使った初等教育を行ったりしている。またITを教えるトゥンバ高等技術専門学校も日本の援助で設立され、英語によって授業が進められている。

### 保健
ルワンダにおける2007年のヒト免疫不全ウイルス（HIV）感染者は推計で約15万人であり、感染率は2.8%である。ルワンダ人の平均寿命は56.77歳（男性：55.43歳、女性：58.14歳）である。

## 治安
ルワンダの治安は近隣国の治安よりは良いものとされているが、同国の国家警察の2019年の発表によれば、犯罪の発生上位は窃盗、暴行・傷害、麻薬関連犯罪となっているが、殺人、強盗、強姦などの凶悪犯罪も発生しているのが現状ともなっている。
外国人が多く居住するキヨブ、ニャルタラマ、カチール、ガチュリロ、キバガバガ、カググ、キミフルラ地区では侵入窃盗が年に数件発生しており、充分な注意が求められている。

## 人権
前述のようにクオータ制が導入されて女性の社会進出が顕著である。2015年には、ジェンダーに関する犯罪に対処するワンストップセンターが設立された。
2022年4月には、イギリスが難民をルワンダに移送する代わりに同国へ1億2000万ポンドを投資する計画が発表され、非人道的との批判が起きたが、ルワンダは内戦で自国から難民が流出した歴史に鑑みて他国の難民を受け入れる政策をとっている。

## マスコミ
ルワンダ国内では様々なテレビネットワーク、新聞社、ラジオ局が運営されている。

## 文化
ルワンダには、毎月最終土曜日の午前中に店舗の営業や交通機関の運行を休止し、地域住民で奉仕作業を行う「ウムガンダ」という活動が義務づけられている。18歳から65歳までの国民が対象とされており、清掃作業や学校や病院などの建設作業も行われる。

### 食文化
ルワンダの料理はバナナ、プランテン、豆類、サツマイモ、キャッサバが多く用いられており、定番の食材ともなっている。

### 文学
ルワンダには文学の歴史がないものの、詩から民話に至るまで、根強い口承文学の伝統が存在する。ルワンダの文学者で有名な人物は、言語学者や歴史家として活動していた哲学者のアレクシス・カガメであり、彼は口承の伝統に関する研究を実施および発表した経歴を持つ。

### 世界遺産
虐殺の記憶の場所：ニャマタ、ムランビ、ギソジとビセセロとニュングェ国立公園の2つが唯一の世界遺産となっている。

### 伝統工芸

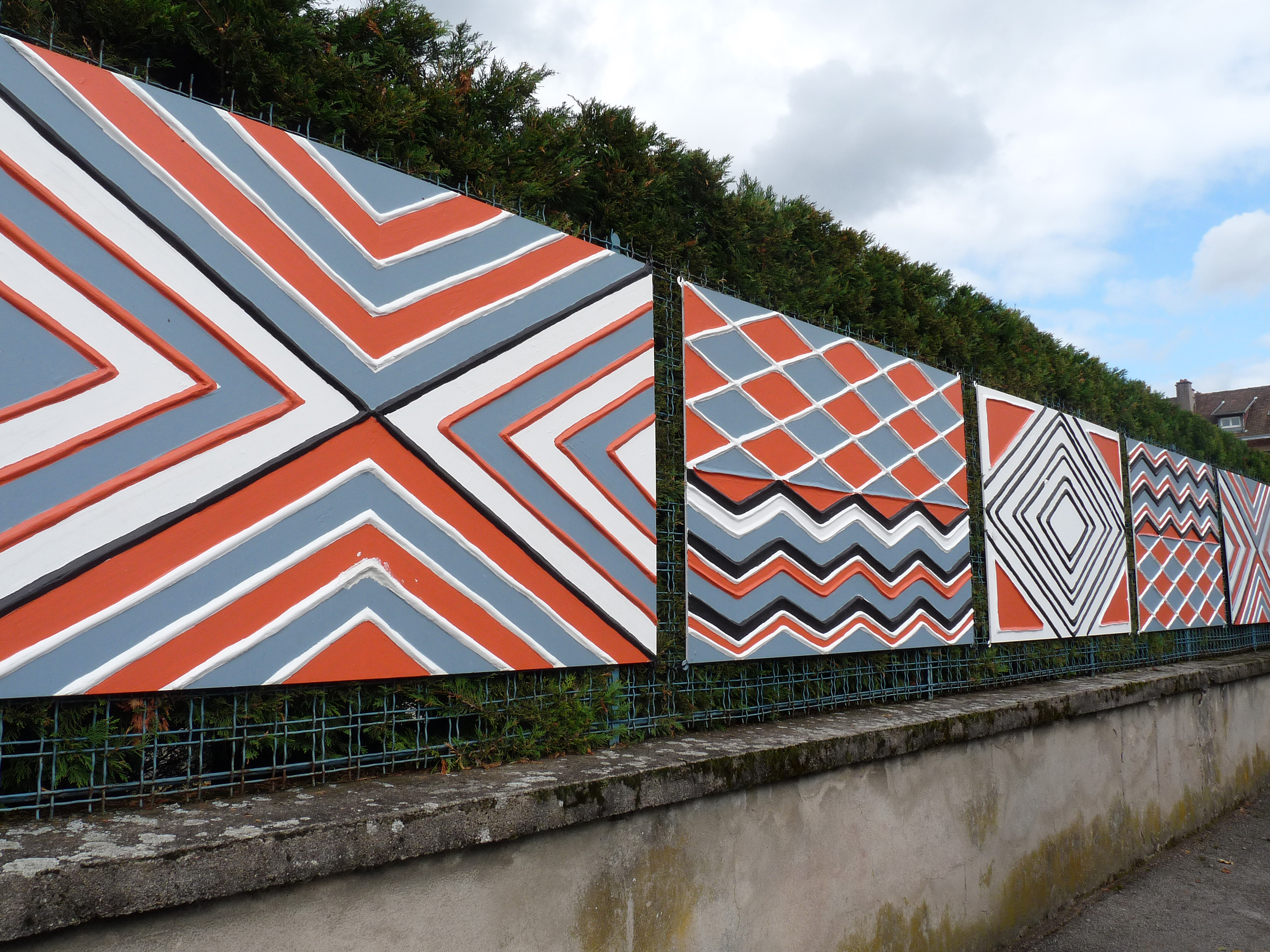
2011年（平成23年）にフランスのサン＝ディエ＝デ＝ヴォージュで開催された国際地理フェスティバルで展示されたイミゴンゴのアート（2011年10月7日撮影）

イミゴンゴ - 牛糞と灰を混ぜたものを木板に盛り顔料で色つけして幾何学模様を描いた、現地女性達の伝統工芸品。1800年代にキブンゴ県のニャルブイェにあったギサカ王国の王子カキラが、室内装飾として発明したという伝説がある。

### 祝祭日
| 日付         | 日本語表記         | 現地語表記 | 備考 |
| ------------ | ------------------ | ---------- | ---- |
| 1月1日       | 元日               |            |      |
| 1月28日      | 民主制の日         |            |      |
| 2月1日       | 国家英雄の日       |            |      |
| 3月または4月 | 聖金曜日           |            |      |
| 3月または4月 | イースターマンデー |            |      |
| 4月7日       | 大量虐殺追悼記念日 |            |      |
| 5月1日       | メーデー           |            |      |
| 7月1日       | 独立記念日         |            |      |
| 7月4日       | 自由の日           |            |      |
| 8月15日      | 聖母被昇天祭       |            |      |
| 10月1日      | 愛国記念日         |            |      |
| 11月1日      | 諸聖人の日         |            |      |
| 12月25日     | クリスマス         |            |      |
| 12月26日     | ボクシング・デー   |            |      |

### スポーツ
サッカー
ルワンダ国内でも他のアフリカ諸国同様に、サッカーが圧倒的に人気のスポーツとなっている。1975年にはプロサッカーリーグのルワンダン・プレミアリーグが創設された。ルワンダサッカー連盟によって構成されるサッカールワンダ代表は、これまでFIFAワールドカップには未出場である。しかし、アフリカネイションズカップには、2004年大会で初出場を果たしている。
また、ルワンダ政府がプレミアリーグ・アーセナルと契約しており、2018-19シーズンよりVISIT RWANDAの広告をユニフォーム袖部分に掲出している。